# Kateryna Bondarenko
Kateryna Bondarenko es una tenista profesional, nacida el 8 de agosto de 1986 en Krivyi Rig, Ucrania.
Es la hermana menor de la también tenista Alona Bondarenko, junto a la cual ganó su primer Grand Slam en el Australian Open de 2008.

## Torneos de Grand Slam

### Dobles

#### Campeona (1)
| Año  | Campeonato           | Pareja           | Oponentes en la final         | Resultado     |
| 2008 | Abierto de Australia | Alona Bondarenko | Victoria Azarenka Shahar Peer | 2-6, 6-1, 6-4 |

## Títulos WTA (6; 2+4)

### Individual (2)
| Leyenda                                        |
| ---------------------------------------------- |
| Grand Slam (0)                                 |
| WTA Tour Championships (0)                     |
| Tier I, P. Mandatory & Premier 5, WTA 1000 (0) |
| Tier II, Premier, WTA 500 (0)                  |
| Tier IIII & IV, International, WTA 250 (2)     |

| N.º | Fecha                    | Torneo     | Superficie | Oponente en la final | Resultado           |
| --- | ------------------------ | ---------- | ---------- | -------------------- | ------------------- |
| 1.  | 15 de junio de 2008      | Birmingham | Hierba     | Yanina Wickmayer     | 7-6(7), 3-6, 7-6(4) |
| 2.  | 30 de septiembre de 2017 | Tashkent   | Dura       | Tímea Babos          | 6-4, 6-4            |

### Dobles (4)
| Leyenda                                        |
| ---------------------------------------------- |
| Grand Slam (1)                                 |
| WTA Tour Championships (0)                     |
| Tier I, P. Mandatory & Premier 5, WTA 1000 (0) |
| Tier II, Premier, WTA 500 (1)                  |
| Tier IIII & IV, International, WTA 250 (2)     |

| N.º | Fecha                 | Torneo               | Superficie    | Pareja           | Oponentes en la final                     | Resultado        |
| --- | --------------------- | -------------------- | ------------- | ---------------- | ----------------------------------------- | ---------------- |
| 1.  | 27 de enero de 2008   | Abierto de Australia | Dura          | Alona Bondarenko | Victoria Azarenka Shahar Peer             | 2-6, 6-1, 6-4    |
| 2.  | 10 de febrero de 2008 | París                | Dura (i)      | Alona Bondarenko | Eva Hrdinová Vladimíra Uhlířová           | 6-1, 6-4         |
| 3.  | 13 de julio de 2009   | Praga                | Tierra batida | Alona Bondarenko | Iveta Benešová Barbora Záhlavová-Strýcová | 6-3, 7-5         |
| 4.  | 8 de marzo de 2020    | Monterrey            | Dura          | Sharon Fichman   | Miyu Kato Yafan Wang                      | 4-6, 6-3, [10-7] |

#### Finalista (7)
| N.º | Fecha                 | Torneos   | Superficie    | Pareja           | Oponentes en la final             | Resultado   |
| --- | --------------------- | --------- | ------------- | ---------------- | --------------------------------- | ----------- |
| 1.  | 16 de enero de 2009   | Hobart    | Dura          | Alona Bondarenko | Gisela Dulko Flavia Pennetta      | 2-6, 6-7(4) |
| 2.  | 6 de julio de 2009    | Budapest  | Tierra batida | Alona Bondarenko | Alisa Kleybanova Monica Niculescu | 4-6, 6-7(5) |
| 3.  | 15 de enero de 2011   | Hobart    | Dura          | Līga Dekmeijere  | Sara Errani Roberta Vinci         | 3-6, 5-7    |
| 4.  | 1 de mayo de 2015     | Praga     | Tierra batida | Eva Hrdinová     | Belinda Bencic Kateřina Siniaková | 2-6, 2-6    |
| 5.  | 27 de agosto de 2016  | New Haven | Dura          | Chia-Jung Chuang | Sania Mirza Monica Niculescu      | 5-7, 4-6    |
| 6.  | 29 de febrero de 2020 | Acapulco  | Dura          | Sharon Fichman   | Desirae Krawczyk Giuliana Olmos   | 3-6, 6-7(5) |
| 7.  | 25 de julio de 2021   | Gdynia    | Tierra batida | Katarzyna Piter  | Anna Danilina Lidziya Marozava    | 3-6, 2-6    |

## Clasificación en torneos del Grand Slam

### Individual
| Torneo                 | 2005 | 2006 | 2007 | 2008 | 2009 | 2010 | 2011 | 2012 | 2013 | 2014 | 2015 | 2016 | G-P  | Títulos |
| ---------------------- | ---- | ---- | ---- | ---- | ---- | ---- | ---- | ---- | ---- | ---- | ---- | ---- | ---- | ------- |
| Australian Open        | -    | -    | -    | 1R   | 3R   | 2R   | 1R   | 1R   | -    | -    | -    | 3R   | 5-6  | 0       |
| Roland Garros          | -    | -    | 2R   | 1R   | 3R   | 2R   | 1R   | 1R   | -    | -    | -    | 2R   | 5-7  | 0       |
| Wimbledon              | 1R   | 2R   | 1R   | 2R   | 2R   | 1R   | 3R   | 2R   | -    | -    | -    | 1R   | 6-9  | 0       |
| US Open                | -    | -    | 2R   | 1R   | CF   | 2R   | 2R   | 1R   | -    | -    | 2R   | 3R   | 10-8 | 0       |
| WTA Tour Championships | -    | -    | -    | -    | -    | -    | -    | -    | -    | -    | -    | -    | 0-0  | 0       |

### Dobles
| Torneo                 | 2005 | 2006 | 2007 | 2008 | 2009 | 2010 | 2011 | 2012 | 2013 | 2014 | 2015 | 2016 | G-P  | Títulos |
| ---------------------- | ---- | ---- | ---- | ---- | ---- | ---- | ---- | ---- | ---- | ---- | ---- | ---- | ---- | ------- |
| Australian Open        | -    | -    | 2R   | G    | 1R   | 1R   | 1R   | 1R   | -    | -    | -    | 2R   | 8-6  | 1       |
| Roland Garros          | -    | -    | 2R   | SF   | 2R   | CF   | 1R   | 2R   | -    | -    | -    | 1R   | 10-7 | 0       |
| Wimbledon              | -    | 1R   | 2R   | -    | 1R   | 1R   | -    | 1R   | -    | -    | -    | 1R   | 1-6  | 0       |
| US Open                | -    | -    | 1R   | SF   | 1R   | 2R   | 2R   | 1R   | -    | -    | 1R   | 1R   | 6-9  | 0       |
| WTA Tour Championships | -    | -    | -    | -    | -    | -    | -    | -    | -    | -    | -    | -    | 0-0  | 0       |